# Rhamphidarpoides sicarius
Rhamphidarpoides sicarius är en mångfotingart som först beskrevs av Carl Graf Attems 1935.  Rhamphidarpoides sicarius ingår i släktet Rhamphidarpoides och familjen Odontopygidae. Inga underarter finns listade i Catalogue of Life.